# 阿沙不花
阿沙不花（1263年—1309年），元朝大臣。康里人。
父亲是康里牙牙，随母亲苫灭古麻里氏迁居到和林。康里牙牙在元定宗统治下入充宿卫昔宝赤，后从元宪宗攻南宋。至元十三年（1276年），十四岁时，入侍元世祖，赐以田土人户，以兴和路天成为家，以谨守臣职，受命掌门卫。至元二十四年（1287年），乃颜叛乱，他奉命说东道诸王纳牙不要从叛，归附朝廷，并率领千户从征乃颜。至元三十年（1293），从皇孙铁穆耳（成宗）抚军北方，逾金山，与海都作战。大德十一年（1307年），元成宗死，大臣阿忽台、八都马辛等谋拥皇后卜鲁罕摄政，他与中书右丞相哈剌哈孙、爱育黎拔力八达（仁宗）定计先发制人，执安西王阿难答及阿忽台等，至野马川，迎海山入上都。海山即位为元武宗，任中书平章政事，加太尉。直言进谏，要武宗节奢止淫。至大元年（1308年），进中书右丞相，行御史大夫，又改行平章政事、录军国重事，封康国公。同年，为广武康里卫亲军都指挥使，迁知枢密院事。至大二年（1309年）卒于官，年四十七岁。善书法。当时不以书名，而后世丛帖却存其书。如《述德堂帖》即收其《奏稿》。其弟不别，武宗时遥授甘肃行省右丞。其子伯嘉讷。

## 延伸阅读
[在维基数据编辑]
 《元史·卷136》，出自宋濂《元史》
 《新元史/卷200》，出自柯劭忞《新元史》